# Thủ tướng Ba Lan
Chủ tịch Hội đồng Bộ trưởng Ba Lan (Prezes Rady Ministrów), thường gọi là thủ tướng Ba Lan (premier) là người đứng đầu chính phủ của Ba Lan. Chủ tịch Hội đồng Bộ trưởng do tổng thống bổ nhiệm. Chủ tịch Hội đồng Bộ trưởng trình danh sách các thành viên Hội đồng Bộ trưởng lên tổng thống. Nội 14 ngày sau khi được bổ nhiệm chủ tịch Hội đồng Bộ trưởng trình chương trình nghị sự của Hội đồng Bộ trưởng cùng đề nghị bỏ phiếu tín nhiệm lên Hạ viện. Quyền hạn của chủ tịch Hội đồng Bộ trưởng được quy định tại Hiến pháp Ba Lan năm 1997.

## Lịch sử

### Đệ nhị Cộng hòa
Sau Chiến tranh thế giới thứ nhất, Ba Lan khôi phục nền độc lập. Trong nước các nhóm tranh giành chính quyền. Ở Lublin, Ignacy Daszyński tuyên bố thành lập chính phủ xã hội chủ nghĩa lâm thời. Ở Kraków có chính quyền tự xưng khác tuyên bố chủ quyền đối với Tây Galicja. Ở Warszawa, Józef Piłsudski được Hội đồng Nhiếp chính chọn làm quốc trưởng. Piłsudski mời Daszyński về thủ đô làm vị thủ tướng đầu tiên của Đệ nhị Cộng hòa. Tuy nhiên, chính phủ của Daszyński sớm đổ do nội bộ lục đục. Piłsudski bổ nhiệm Jędrzej Moraczewski thay Daszyński, Moraczewski lập được chính phủ ổn định.

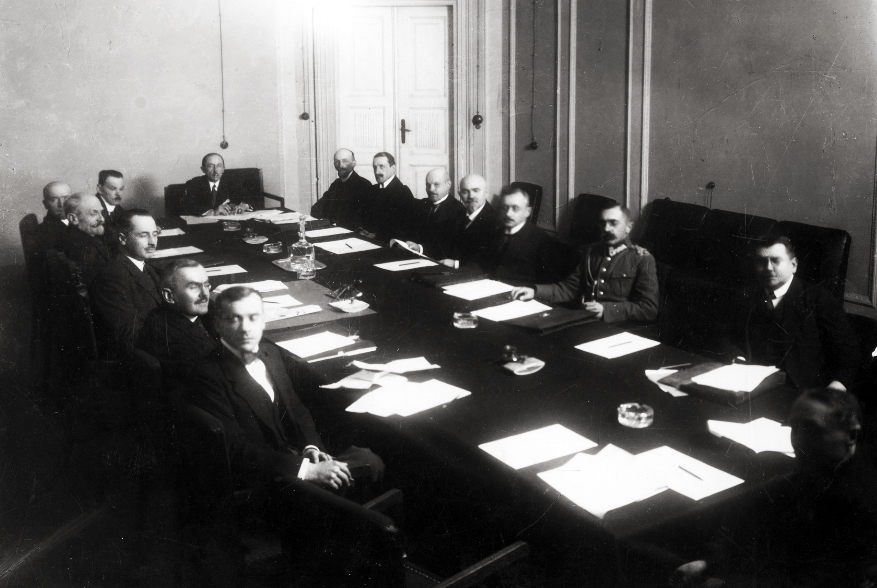
Phiên họp Hội đồng Bộ trưởng của Thủ tướng Leopold Skulski vào năm 1920.

Tiểu Hiến pháp năm 1919 thành lập chế độ đại nghị nhưng quy định nhiều quyền hạn cho quốc trưởng: quốc trưởng bổ nhiệm các thành viên Hội đồng Bộ trưởng có nghị viện đồng ý, quốc trưởng và các bộ trưởng chịu trách nhiệm trước nghị viện, văn bản của quốc trưởng phải có bộ trưởng tiếp ký. Năm 1921, nghị viện thông qua hiến pháp mới phỏng theo hiến pháp của Đệ tam Cộng hòa Pháp để giảm quyền lực của Piłsudski: quyền hạn được tập trung vào tay hạ viện; chức quốc trưởng bị phế; chức tổng thống mới không có thực quyền, kể cả quyền phủ quyết luật và những quyền hạn chiến tranh.
Trên cơ sở pháp lý thì thủ tướng và hội đồng bộ trưởng dựa vào hạ viện mà nắm quyền, không cần phải có tổng thống đồng ý để thi hành chương trình nghị sự. Tuy nhiên, thực tế là chính trị Đệ nhị Cộng hòa khắc nghiệt, các đảng phái trong nghị viện sớm nắng chiều mưa, địa vị của thủ tướng không yên ổn: từ năm 1918 tới năm 1926 có 11 thủ tướng, 14 hội đồng bộ trưởng lên nắm quyền, nội 5 năm sau khi hiến pháp năm 1921 được thông qua thôi có chín hội đồng bộ trưởng. Năm 1926, Piłsudski cùng những thành phần trong quân đội bất mãn đối với tình hình chính trị hỗn loạn lật đổ chính phủ.
Piłsudski sửa lại hiến pháp, quy định cho chức tổng thống được quyền giải tán hạ viện, ban hành pháp lệnh và quyết định ngân sách nhà nước. Tuy bề mặt thì vẫn là chế độ đại nghị do thủ tướng đứng đầu, nhưng sự thật là Piłsudski đứng đằng sau giật dây. Năm 1935, Piłsudski ban hành hiến pháp mới, thành lập chế độ "siêu tổng thống": tổng thống có quyền giải tán nghị viện, bổ nhiệm, miễn nhiệm thủ tướng, thành viên hội đồng bộ trưởng, thẩm phán. Cho tới trước khi bùng phát Chiến tranh thế giới thứ hai, chính phủ Ba Lan do tổng thống chi phối, thủ tướng phụ thuộc vào tổng thống.

### Cộng hòa Nhân dân
Vào thời kỳ Cộng hòa Nhân dân, Đảng Lao động Thống nhất Ba Lan lãnh đạo nhà nước. Chức thủ tướng tuy vẫn còn nhưng chủ yếu là thừa hành lệnh của Bộ Chính trị Đảng Lãnh đạo Thống nhất Ba Lan. Quyền hạn của chức thủ tướng tùy theo thế lực của người giữ chức chứ không phải hiến pháp. Đầu năm 1989, Đảng Lao động Thống nhất Ba Lan hội đàm với phong trào đối lập do Công đoàn Đoàn kết lãnh đạo. Hai bên đồng ý sửa lại hiến pháp: thượng viện và chức tổng thống được khôi phục, hạ viện được thêm quyền hạn.

### Đệ tam Cộng hòa

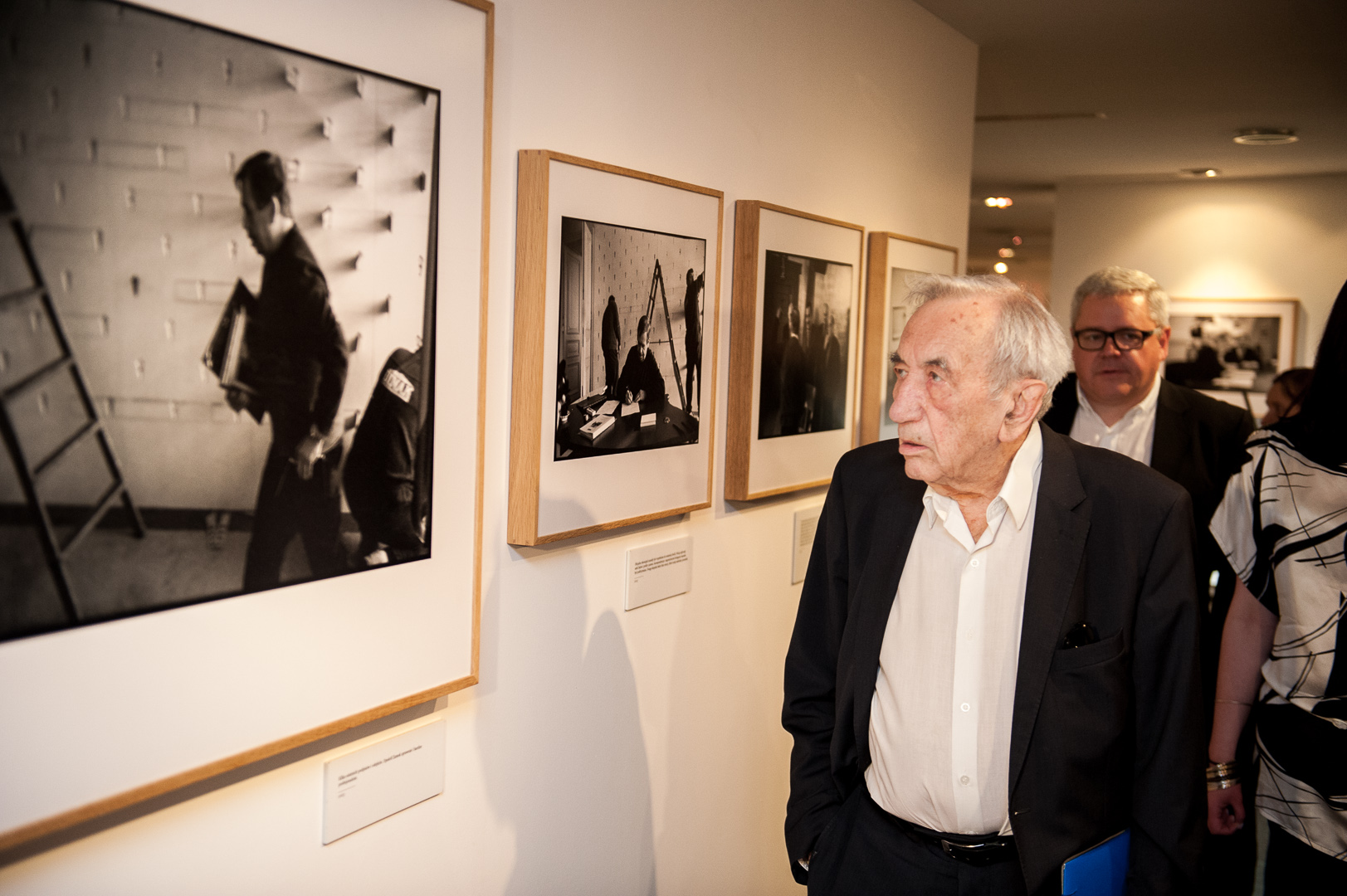
Tadeusz Mazowiecki, nguyên chủ tịch Hội đồng Bộ trưởng Ba Lan đi xem triển lãm ở Warszawa.

Sau cuộc bầu cử quốc hội năm 1989, Tadeusz Mazowiecki trở thành vị thủ tướng đầu tiên không phải là đảng viên Đảng Lao động Thống nhất Ba Lan kể từ năm 1946. Mazowiecki đối mặt với khó khăn định hình những quyền hạn khá mơ hồ của chức thủ tướng. Vào những năm đầu của nền Đệ tam Cộng hòa, một loạt chính phủ liên tiếp đổ. Vừa phải quản lý chính phủ, thủ tướng vừa phải đối đầu với chức tổng thống mới được tái lập. Sau khi đắc cử tổng thống vào năm 1990, Lech Wałęsa muốn tập trung quyền hạn vào tay tổng thống, kể cả quyền bổ nhiệm, miễn nhiệm thủ tướng và các thành viên hội đồng bộ trưởng. Về sau Wałęsa chịu nhượng bộ mà chỉ chủ trương thành lập chế độ bán tổng thống phỏng theo nền Đệ ngũ Cộng hòa của Pháp. Năm 1992, quốc hội Ba Lan thông qua tiểu hiến pháp mới, quy định tổng thống có quyền được hội ý về việc bổ nhiệm, miễn nhiệm bộ trưởng bộ quốc phòng, ngoại giao và nội vụ. Thủ tướng Hanna Suchocka có quan hệ làm việc tốt với Wałęsa. Wałęsa tiếp tục vận động quốc hội tăng cường quyền hạn cho chức tổng thống. Tuy nhiên, Wałęsa thất cử tổng thống vào năm 1995.
Từ năm 1996 tới năm 1997, quốc hội thông qua một loạt luật tập trung quyền hạn vào tay thủ tướng. Năm 1997, quốc hội thông qua hiến pháp hiện hành, hiến định quyền hạn của thủ tướng. Tổng thống mất quyền được hội ý về nhân sự bộ trưởng, quyền bác bỏ danh sách thành viên hội đồng bộ trưởng của thủ tướng, quyền đồng ý cải tổ hội đồng bộ trưởng và quyền phủ quyết ngân sách nhà nước. Phủ Chủ tịch Hội đồng Bộ trưởng được thành lập làm cơ quan giúp việc của thủ tướng, phối hợp với các bộ chuẩn bị chính sách. Thủ tướng trở thành người đứng đầu chính phủ.

## Bổ nhiệm và quyền hạn

### Bổ nhiệm

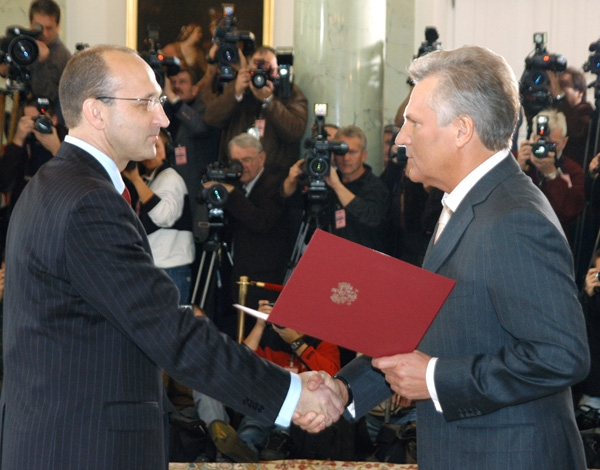
Chủ tịch Hội đồng Bộ trưởng Kazimierz Marcinkiewicz (trái) được Tổng thống Aleksander Kwaśniewski (phải) làm lễ tuyên thệ nhậm chức vào tháng 10 năm 2005.

Thủ tướng do tổng thống bổ nhiệm. Tuy nhiên, tổng thống không thể tự ý quyết định mà phải chọn lãnh đạo của đảng hay liên minh những đảng chiếm đa số trong hạ viện. Thủ tướng trình danh sách các thành viên hội đồng bộ trưởng lên tổng thống. Nội 14 ngày sau khi được bổ nhiệm, thủ tướng trình chương trình nghị sự lên hạ viện cùng đề nghị bỏ phiếu tín nhiệm. Trường hợp hội đồng bộ trưởng không được hạ viện tín nhiệm thì nội 14 ngày hạ viện bầu thủ tướng và các thành viên hội đồng bộ trưởng trong danh sách của thủ tướng lên cho tổng thống bổ nhiệm. Trường hợp hội đồng bộ trưởng vẫn không được hạ viện tín nhiệm thì tổng thống tự bổ nhiệm thủ tướng và các thành viên hội đồng bộ trưởng. Trường hợp hội đồng bộ trưởng không được tín nhiệm lần thứ ba thì tổng thống phải giải tán hạ viện và tuyên bố bầu cử mới.
Theo như truyền thống, thủ tướng và các bộ trưởng tuyên thệ nhậm chức ở Phủ Tổng thống trước tổng thống như sau:
"Nhậm chức chủ tịch hội đồng bộ trưởng [phó chủ tịch, bộ trưởng], tôi xin tuyên thệ sẽ trung thành với hiến pháp, pháp luật nước Cộng hòa Ba Lan và hằng lấy quyền lợi của Tổ quốc, phồn vinh của nhân dân làm nghĩa vụ cao nhất của tôi."— Hiến pháp Ba Lan năm 1997, điều 151

Người tuyên thệ có thể nói thêm, "Xin Chúa giúp tôi".

### Quyền hạn
Thủ tướng thay mặt Hội đồng Bộ trưởng, lãnh đạo công tác của Hội đồng Bộ trưởng, ban hành văn bản pháp luật và tổ chức thi hành chính sách của Hội đồng Bộ trưởng. Thủ tướng được các phó chủ tịch Hội đồng Bộ trưởng giúp việc. Thủ tướng không được kiêm chức vụ khác. Thủ tướng có quyền tự lãnh đạo công tác của bộ. Thủ tướng có quyền bãi bỏ văn bản của bộ trưởng.
Thủ tướng và các bộ trưởng trả lời câu hỏi của các nghị sĩ hạ viện vào các kỳ họp của hạ viện. Thủ tướng và các bộ trưởng phải trả lời chất vấn của các nghị sĩ hạ viện nội 21 ngày.
Thủ tướng tiếp ký hầu hết các văn bản của tổng thống mà chịu trách nhiệm trước hạ viện về hành vi của tổng thống.
Thủ tướng có quyền đề nghị hạ viện bỏ phiếu tín nhiệm đối với Hội đồng Bộ trưởng. Có ít nhất một nửa tổng số nghị sĩ tham gia bỏ phiếu, quá nửa số nghị sĩ bỏ phiếu tín nhiệm thì xác định Hội đồng Bộ trưởng được tín nhiệm. Hạ viện có quyền bỏ phiếu không tín nhiệm đối với tín nhiệm theo đề nghị của ít nhất 46 nghị sĩ. Trường hợp có quá nửa tổng số nghị sĩ bỏ phiếu không tín nhiệm thì xác định Hội đồng Bộ trưởng không được tín nhiệm, hạ viện bầu thủ tướng mới lên cho tổng thống bổ nhiệm. Thủ tướng trình đơn xin từ chức của Hội đồng Bộ trưởng lên hạ viện vào mỗi kỳ họp dầu tiên của hạ viện khóa mới. Trường hợp thủ tướng từ chức hay qua đời thì tổng thống có quyền lưu nhiệm Hội đồng Bộ trưởng.
Thủ tướng bổ nhiệm tỉnh trưởng của 16 tỉnh của Ba Lan. Tỉnh trưởng kiểm tra việc thi hành pháp luật ở địa phương và giám sát chính quyền địa phương. Thủ tướng có quyền yêu cầu hạ viện giải thể chính quyền địa phương vi phạm hiến pháp hay pháp luật.
Vào thời chiến, tổng thống bổ nhiệm tổng tư lệnh Quân đội Ba Lan theo yêu cầu của thủ tướng. Trường hợp an ninh quốc gia lâm nguy thì tổng thống ban hành lệnh động viên theo yêu cầu của thủ tướng. Thủ tướng bổ nhiệm, miễn nhiệm người đứng đầu những cơ quan an ninh, tình báo. Trường hợp rối loạn trật tự công cộng thì thủ tướng có quyền ra lệnh những đơn vị cảnh sát vũ trang lập lại trật tự theo yêu cầu của bộ trưởng bộ nội vụ, bằng không thì có quyền yêu cầu tổng thống huy động quân đội.

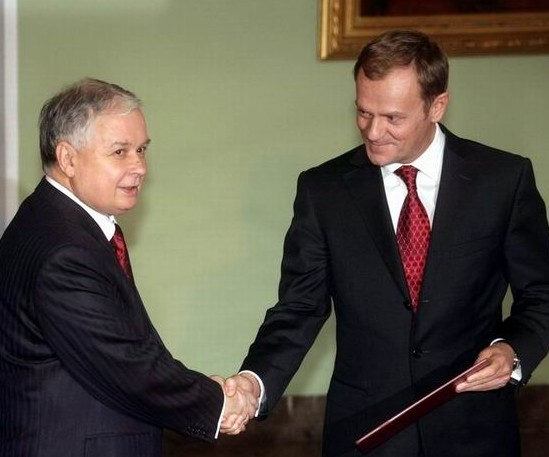
Tổng thống Lech Kaczyński (trái) làm lễ tuyên thệ nhậm chức cho Thủ tướng Donald Tusk (phải) vào tháng 11 năm 2007.

## Phủ Chủ tịch và dinh thự

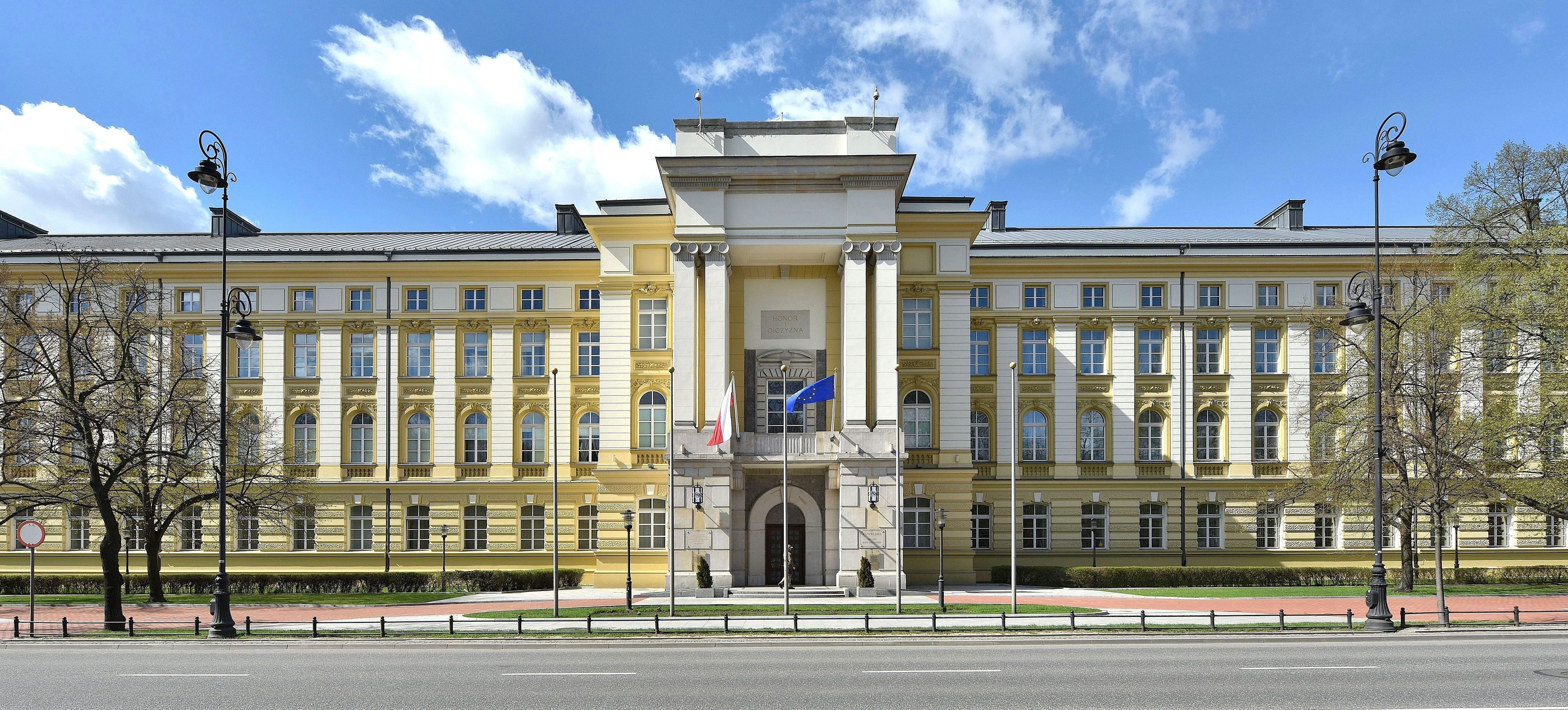
Phủ Chủ tịch Hội đồng Bộ trưởng ở Śródmieście, Warszawa.

Phủ Chủ tịch Hội đồng Bộ trưởng là văn phòng của thủ tướng, nằm trên Đại lộ Ujazdów ở Warszawa. Hội đồng Bộ trưởng họp ở Phủ Chủ tịch. Phủ Chủ tịch phối hợp với các bộ chuẩn bị chính sách, giúp việc cho thủ tướng và cung cấp thông tin về chính phủ. Phủ Chủ tịch là trụ sở của những cơ quan nhà nước trực thuộc thủ tướng.
Willa Parkowa là dinh thự của thủ tướng, cách Phủ Chủ tịch một vài phút đi bộ, nằm cạnh Công viên Łazienki. Lúc giữ chức thủ tướng, Donald Tusk ở thành phố Sopot gần quê Gdańsk.

## Danh sách các thủ tướng Ba Lan
Hiện tại nền Đệ tam Cộng hòa có 16 vị thủ tướng. Thủ tướng có nhiệm kỳ ngắn nhất là Waldemar Pawlak, chỉ giữ chức vụ được 35 ngày từ tháng 6 tới tháng 7 năm 1992. Pawlak cũng là người duy nhất giữ chức vụ thủ tướng hai lần. Thủ tướng có nhiệm kỳ lâu nhất là Donald Tusk, giữ chức vụ từ ngày 16 tháng 11 năm 2007 tới ngày 22 tháng 9 năm 2014. Có ba nữ thủ tướng: Hanna Suchocka, Ewa Kopacz, Beata Szydło. Suchocka, Tadeusz Mazowiecki và Jerzy Buzek là thành viên của Câu lạc bộ Madrid.
      Liên minh Dân chủ       Đại hội Dân chủ Tự do       Liên minh Trung tâm       Đảng Nhân dân Ba Lan       Đảng Dân chủ Xã hội Ba Lan / Liên minh Dân chủ Tả khuynh
      Hành động Bầu cử Đoàn kết       Pháp luật và Công lý       Cương lĩnh Công dân
| Số | Họ tên                  | Nhậm chức            | Rời chức             | Đảng                                                           | Những đảng liên hiệp               | Nhiệm kỳ        |
| -- | ----------------------- | -------------------- | -------------------- | -------------------------------------------------------------- | ---------------------------------- | --------------- |
| 1  | Tadeusz Mazowiecki      | 24 tháng 8 năm 1989  | 4 tháng 1 năm 1991   | Solidarity Citizens' Committee (KO'S') / Democratic Union (UD) | ZSL–PZPR                           | 1 năm, 133 ngày |
| 2  | Jan Krzysztof Bielecki  | 4 tháng 1 năm 1991   | 6 tháng 12 năm 1991  | Đại hội Dân chủ Tự do                                          | ZChN–PC–SD                         | 336 ngày        |
| 3  | Jan Olszewski           | 6 tháng 12 năm 1991  | 5 tháng 6 năm 1992   | Liên minh Trung tâm                                            | ZChN–PSL.PL-PChD                   | 182 ngày        |
| 4  | Waldemar Pawlak         | 5 tháng 6 năm 1992   | 10 tháng 7 năm 1992  | Đảng Nhân dân Ba Lan                                           | None                               | 35 ngày         |
| 5  | Hanna Suchocka          | 11 tháng 7 năm 1992  | 26 tháng 10 năm 1993 | Liên minh Dân chủ                                              | KLD–ZChN–PChD–PPPP–PSL.PL-PPG-SLCh | 1 năm, 107 ngày |
| 6  | Waldemar Pawlak         | 26 tháng 10 năm 1993 | 7 tháng 3 năm 1995   | Đảng Nhân dân Ba Lan                                           | SLD–UP–BBWR                        | 1 năm, 132 ngày |
| 7  | Józef Oleksy            | 7 tháng 3 năm 1995   | 7 tháng 2 năm 1996   | Đảng Dân chủ Xã hội Ba Lan                                     | PSL                                | 337 ngày        |
| 8  | Włodzimierz Cimoszewicz | 7 tháng 2 năm 1996   | 31 tháng 10 năm 1997 | Đảng Dân chủ Xã hội Ba Lan                                     | PSL                                | 1 năm, 266 ngày |
| 9  | Jerzy Buzek             | 31 tháng 10 năm 1997 | 19 tháng 10 năm 2001 | Hành động Bầu cử Đoàn kết                                      | UW–SKL–ZChN–PPChD                  | 3 năm, 353 ngày |
| 10 | Leszek Miller           | 19 tháng 10 năm 2001 | 5 tháng 8 năm 2004   | Liên minh Dân chủ Tả khuynh                                    | UP–PSL                             | 2 năm, 291 ngày |
| 11 | Marek Belka             | 5 tháng 8 năm 2004   | 31 tháng 10 năm 2005 | Liên minh Dân chủ Tả khuynh                                    | UP                                 | 1 năm, 87 ngày  |
| 12 | Kazimierz Marcinkiewicz | 31 tháng 10 năm 2005 | 14 tháng 7 năm 2006  | Pháp luật và Công lý                                           | SRP–LPR                            | 256 ngày        |
| 13 | Jarosław Kaczyński      | 14 tháng 7 năm 2006  | 16 tháng 11 năm 2007 | Pháp luật và Công lý                                           | SRP–LPR                            | 1 năm, 125 ngày |
| 14 | Donald Tusk             | 2007                 | 2014                 | Cương lĩnh Dân sự                                              |                                    |                 |
| 15 | Ewa Kopacz              | 2014                 | 2015                 | Cương lĩnh Dân sự                                              |                                    |                 |
| 16 | Beata Szydło            | 16 tháng 11 năm 2015 | 11 tháng 12 năm 2017 | Pháp luật và Công lý                                           | Agreement–United Poland            | 2 năm, 25 ngày  |
| 17 | Mateusz Morawiecki      | 11 tháng 12 năm 2017 | 13 tháng 12 năm 2023 | Pháp luật và Công lý                                           | United Poland                      | 7 năm, 161 ngày |
| 18 | Donald Tusk             | 13 tháng 12 năm 2023 | đương nhiệm          | Cương lĩnh Dân sự                                              |                                    |                 |